# Proconsul major
Proconsul major es una especie extinta de primate catarrino perteneciente a la familia Proconsulidae. Fue posiblemente el antecesor del Afropithecus y muestra características de los homínidos. Este animal vivió durante el Mioceno temprano y era, más o menos, del tamaño de un gorila.
Este primate vivió en el continente de África. Basándose en la morfología dental, se conjetura que Proconsul major era una especie frugívora.

## Morfología
Proconsul major tenía una fórmula dental de 2:1:2:3 tanto en el maxilar superior como en el inferior. Los caninos mostraban un gran dimorfismo sexual. El toro transversal inferior estaba ausente y el toro transversal superior estaba bien desarrollado en los especímnes de P. major. Esta especie tenía una masa corporal promedio de alrededor de 50 kilogramos.